# Lou Paget
Lou Paget (* 1955) ist eine US-amerikanische Sexberaterin und Buchautorin.
Paget begann 1993 in den Vereinigten Staaten Seminare über Sexualität und AIDS abzuhalten. Später veröffentlichte sie in den Zeitschriften Cosmopolitan und Playboy Beiträge, in denen sie in sehr direkter Sprache Ratschläge für besseren Sex gab.
An den Erfolg dieser Artikel anknüpfend veröffentlichte sie seither erfolgreich mehrere Bücher mit Sexratschlägen, die in mehrere Sprachen übersetzt wurden.

## Werke
- How to be a great lover – Girlfriend-to-girlfriend totally explicit techniques that will blow his mind. 1999; dt. Die perfekte Liebhaberin – Sextechniken, die ihn verrückt machen. Goldmann, München 2000, ISBN 3-442-16263-7.
- How to give her absolute pleasure – Totally explicit techniques every woman wants her man to know. 2000; dt. Der perfekte Liebhaber – Sextechniken, die sie verrückt machen. Goldmann, München 2001, ISBN 3-442-16343-9.
- The big O, Orgasms – How to have them, give them, and keep them coming. 2001; dt. Der Super-Orgasmus – Höhepunkte zum Abheben. Goldmann, München 2001, ISBN 3-442-16378-1.
- 365 days of sensational sex – Tantalizing tips and techniques to keep fires burning all year long. 2003; dt. Die perfekte Leidenschaft – 365 Tipps und Techniken, die sie und ihn verrückt machen. Goldmann, München 2004, ISBN 3-442-16565-2.
- Hot Mamas – The ultimate guide to staying sexy throughout your pregnancy and the months beyond. 2005; dt. Hot Mamas – Sex, Lust und Leidenschaft unter anderen Umständen. Goldmann, München 2005, ISBN 3-442-16755-8.